# CDON
CDON‏ (Cell adhesion associated, oncogene regulated) هوَ بروتين يُشَفر بواسطة جين CDON في الإنسان.